# Sunaula Bazar
Sunaula Bazar (nep. सुनौलाबजार) – gaun wikas samiti w środkowej części Nepalu w strefie Bagmati w dystrykcie Dhading. Według nepalskiego spisu powszechnego z 2001 roku liczył on 1382 gospodarstw domowych i 7226 mieszkańców (3767 kobiet i 3459 mężczyzn).